# Lingua nubiana antica

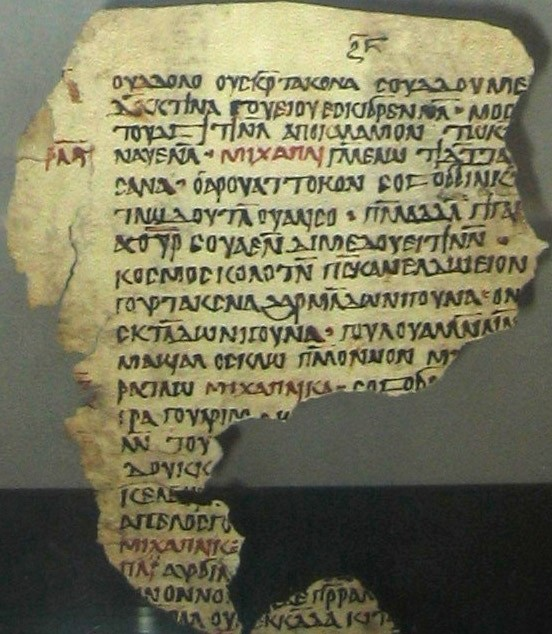
Una pagina di traduzione in antico Nubiano del Liber Institutionis Michaelis Archangelis, tra il IX e il X secolo, trovato a Qasr Ibrim. Il nome dell'Arcangelo Michele è scritto in rosso.

La lingua nubiana antica è una lingua oggi scomparsa, parlata in Nubia tra l'VIII ed il XV secolo.
È una versione antica delle lingue nubiane, ancora oggi parlate nella zona. In particolare si ritiene sia probabilmente l'antenato diretto della lingua nobiin.
Solo un centinaio di pagine ci sono pervenute scritte in questa lingua. I testi, per lo più cristiani, sono scritti usando una forma modificata dell'alfabeto copto.
Si tratta della più antica lingua subsahariana conosciuta dopo il meroitico.

## Scrittura
Il nubiano antico veniva scritto utilizzando una forma onciale dell'alfabeto greco, completato con alcune lettere copte — ϣ, ϩ, e ϭ — e con altre tre lettere proprie del nubiano, apparentemente derivate dal meroitico: _ng_, _ny_, e _w_. Ogni lettera poteva avere una linea tracciata sopra, se:
- era una vocale che formava da sola una sillaba, o era preceduta da /l/, /n/, /r/, o /j/;
- era una consonante preceduta da una /i/ (a volte sottintesa).

Il suono /i/ poteva essere scritto ε,̄ ει, η, ι, oppure υ; /u/ veniva normalmente scritto ου. nei dittonghi, una dieresi, a volte, era posta sopra della ι per indicare la semivocale y.
Le consonanti doppie erano scritte due volte, non vi era alcuna distinzione tra vocali lunghe e corte, ed i toni non venivano marcati.
La punteggiatura includeva:
- un punto alto (•), a volte sostituito da una doppia barra (\\), equivalente ad un punto (.) o due punti (:);
- una barra (/) utilizzata come un punto interrogativo (?);
- una doppia barre (//) per separare versi di un poema.

### Nomi
L'antico nubiano non faceva distinzione tra i generi, e non aveva articoli. Il nome è un radicale a cui si aggiungono diversi suffissi e posposizioni. I principali sono:
- -l nominativo: esempio diabolos-il «il diavolo (soggetto)»; iskit-l «la Terra (soggetto)»;
- -n(a) genitivo: esempio iart-na palkit-la «nel mare dei pensieri»;
- -k(a) direttivo: esempio Mikhaili-ka «per Michele»;
- -lo locativo;
- -la inessivo;
- -do significa «sopra»;
- -dal comitativo.

Il plurale più comune si faceva con -gu-, ma plurali più rari erano per esempio, -rigu- e -pigu-.

### Pronomi
I pronomi di base erano:
- ai-: «io»;
- ir-: «tu»;
- tar-: «lui, lei»;
- er-: «noi (inclusivo)»;
- u-: «noi (esclusivo)»;
- ur-: «voi»;
- ter-: «essi».

Non vi era alcuna forma di cortesia.
I dimostrativi erano:
- in-: «questo»;
- man-: «quello».

Gli interrogativi:
- ngai-: «chi?»;
- min-: «cosa?»;
- islo: «dove?»;
- iskal: «come?».

### Verbi
Il verbo aveva cinque forme: presente, due passati, futuro e imperativo. Per ciascuna di queste forme vi erano i modi: congiuntivo ed imperativo. I verbi erano coniugati a seconda della persona.
Esempio con doll- ("desiderare") per il tempo presente:
- dollire: «io desidero»;
- dollina: «tu desideri», «lui, lei desidera»;
- dolliro: «noi desideriamo», «voi desiderate»;
- dollirana: «essi desiderano».

## Esempi di antico nubiano
Antico nubiano
κτ̄κα γελγελο̄ςουανον ῑη̄ςουςι να⋊αν τρικα• δολλε πολγαρα πεςςνα• παπο ς̄κοελμ̄με εκ̄κα
Traslitterazione
Kitka gelgelosuannon Iisusi manyan trika• dolle polgara pessna• papo iskoelimme ikka.
Traduzione letterale
«Roccia e quando sono andati via Gesù occhio coppia levare in alto disse padre io ti ringrazio».
Traduzione
«E quando si allontanarono dalla roccia, Gesù alzò lo sguardo e disse: "Padre, ti ringrazio"».